# El Tucuche
El Tucuche es el segundo pico más alto en la cordillera norte de la isla caribeña de Trinidad que se caracteriza por su forma de meseta, y es parte de la República de Trinidad y Tobago.
Su cumbre es el hogar de una especie endémica, la rana del Tucuche (Phyllodytes auratus), que solo se encuentra en El Tucuche y en la más alta cumbre de Trinidad, El Cerro del Aripo. El frondoso bosque siempre verde, que se encuentra en la montaña de El Tucuche ofrece un hogar para la fauna silvestre y para la flora tropical. Al pie de la montaña se encuentra el pueblo de Loango, donde viven unos 2000 habitantes.